# Santa Rosa del Peñón
Santa Rosa del Peñón é um município da Nicarágua, situado no departamento de León. Tem 228 km² de área e sua população em 2020 foi estimada em 10.748 habitantes.